# 세티프주

세티프주

세티프주(아랍어: ولاية سطيف)는 알제리 북동부에 위치한 주로, 주도는 세티프이며 면적은 6,504km2, 인구는 1,496,150명(2008년 기준)이다.